# Am Hart (métro de Munich)
Am Hart (en allemand : U-Bahnhof Am Hart) est une station de la ligne U2 du métro de Munich. Elle est située sous la Knorrstraße dans le quartier Am Hart (de), secteur Milbertshofen-Am Hart, à Munich en Allemagne.
Mise en service en 1993, elle est desservie par les rames de la ligne U2.

## Situation sur le réseau

Plan du métro (2020).

Établie en souterrain, Am Hart est une station de passage de la ligne U2 du métro de Munich. Elle est située entre la station Harthof, en direction du terminus nord Feldmoching, et la station Frankfurter Ring, en direction du terminus est Messestadt Ost,. 
Elle dispose d'un quai central encadré par les deux voies de la ligne U2,.

## Histoire

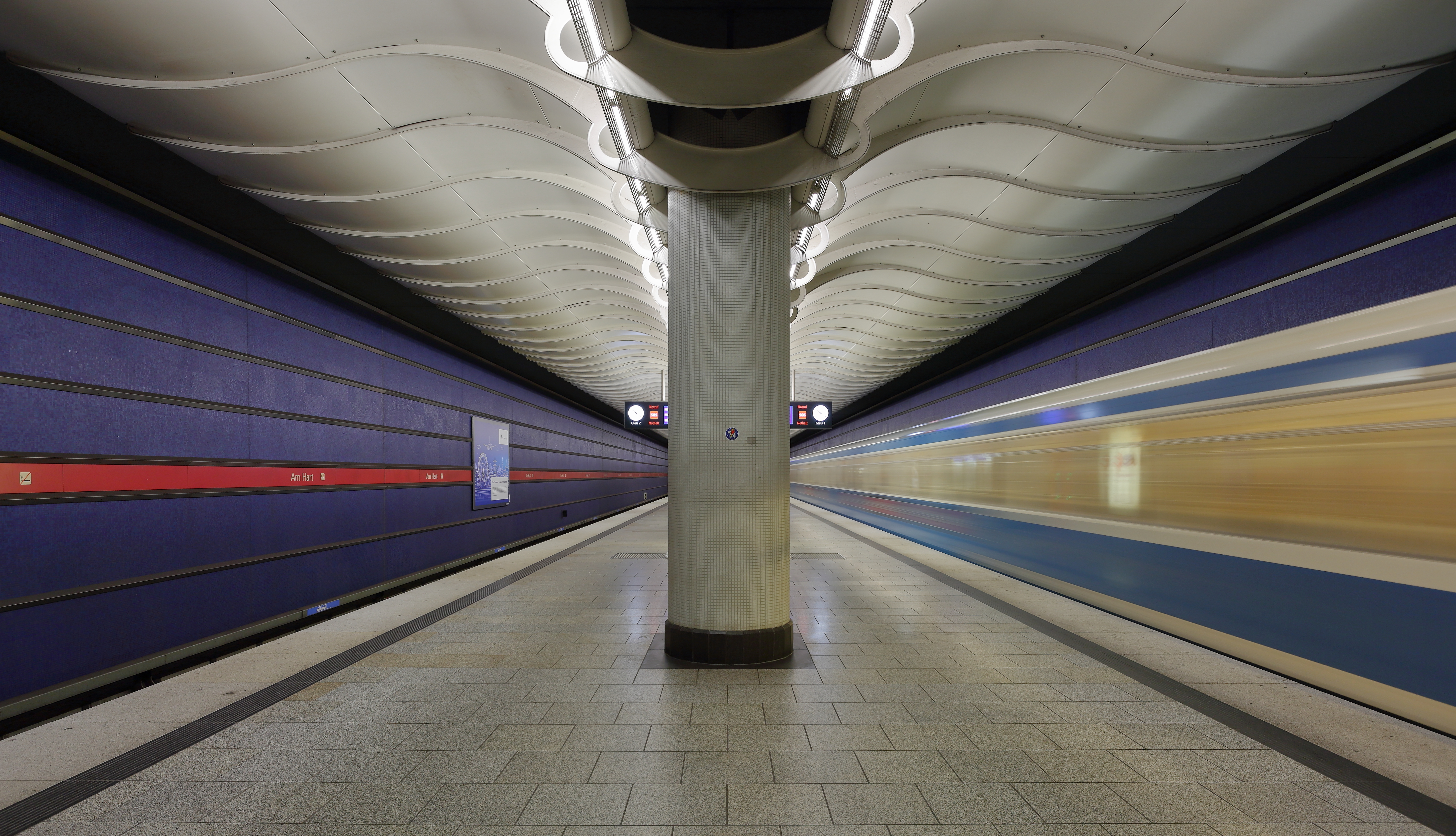
Vue de la station.

La station Am Hart est mise en service le 20 novembre 1993, lors de l'ouverture à l'exploitation du prolongement de Scheidplatz à Dülferstraße. Elle est due aux architectes Heinz Hilmer (de) et Christoph Sattler, en lien avec l'équipe du métro de Munich, l'éclairage est conçu par Werner Lampl. Une rangée de colonnes, recouvertes de tuiles blanches, occupe le centre du quai, elle soutient le plafond recouvert de panneaux d'aluminium blanc diffusant la lumière. Les murs sont recouverts de bandes faites de carreaux de céramique bleu encadrés par des lignes faites d'acier inoxydable, à mi-hauteur se situe la bande rouge vif avec les noms de la station.

## Services aux voyageurs

### Accès et accueil
Située dans la zone M/1, elle est orientée sur un axe nord-sud, la station dispose de deux zones d'accès, au nord et au sud, équipés d'escaliers et d'escaliers mécaniques. Au nord, un ascenseur permet l'accessibilité des personnes à la mobilité réduite. Elle dispose d'automates pour l'achat des titres de transports.

### Desserte
Am Hart est desservie par les rames de la ligne U2. 

### Intermodalité
À proximité, des arrêts de bus sont desservies par les lignes 141, 171, 172, 180, 294, 295 et N41,.

## À proximité
Elle dessert notamment le Centre de recherche et d'innovation de BMW (BMW Group Forschungs- und Innovationszentrum (de)).